# Rémalard
Rémalard foi uma comuna francesa na região administrativa da Normandia, no departamento Orne. Estendia-se por uma área de 21 km². Em 2010 a comuna tinha 1 969 habitantes (densidade: 93,8 hab./km²).
Em 1 de janeiro de 2016, passou a formar parte da nova comuna de Rémalard en Perche.